# Myklebostad (Tjeldsund)
Pour les articles homonymes, voir Myklebostad.
Myklebostad est une localité du comté de Nordland, en Norvège.

## Géographie
Administrativement, Myklebostad fait partie de la kommune de Tjeldsund.